# دمق (رزن)
شهر دَمَق مرکز بخش سردرود در شهرستان رزن در شمال استان همدان است. نام اصلی آن " دمه" است که امروز هم با همین نام، عنوان می‌شود  و به معنی برف و بوران و هوای دم دار است ولیکن به صورت دمق نوشته می‌شود.

## جمعیت
بر پایه سرشماری عمومی نفوس و مسکن در سال ۱۳۹۵ جمعیت آن ۶٬۳۴۵ نفر (۱۴۵۰ خانوار) بوده‌است.

## زبان و فرهنگ
زبان مردم این شهر ترکی آذربایجانی است. از مکان‌های دیدنی این شهر، می‌توان به حمام تاریخی دمق اشاره کرد که قدمت حدود دویست ساله دارد و در سال ۱۳۹۹ توسط سازمان میراث فرهنگی مورد مرمت قرار گرفت.